# Heilig-Kreuz-Kirche (Schwarzheide)

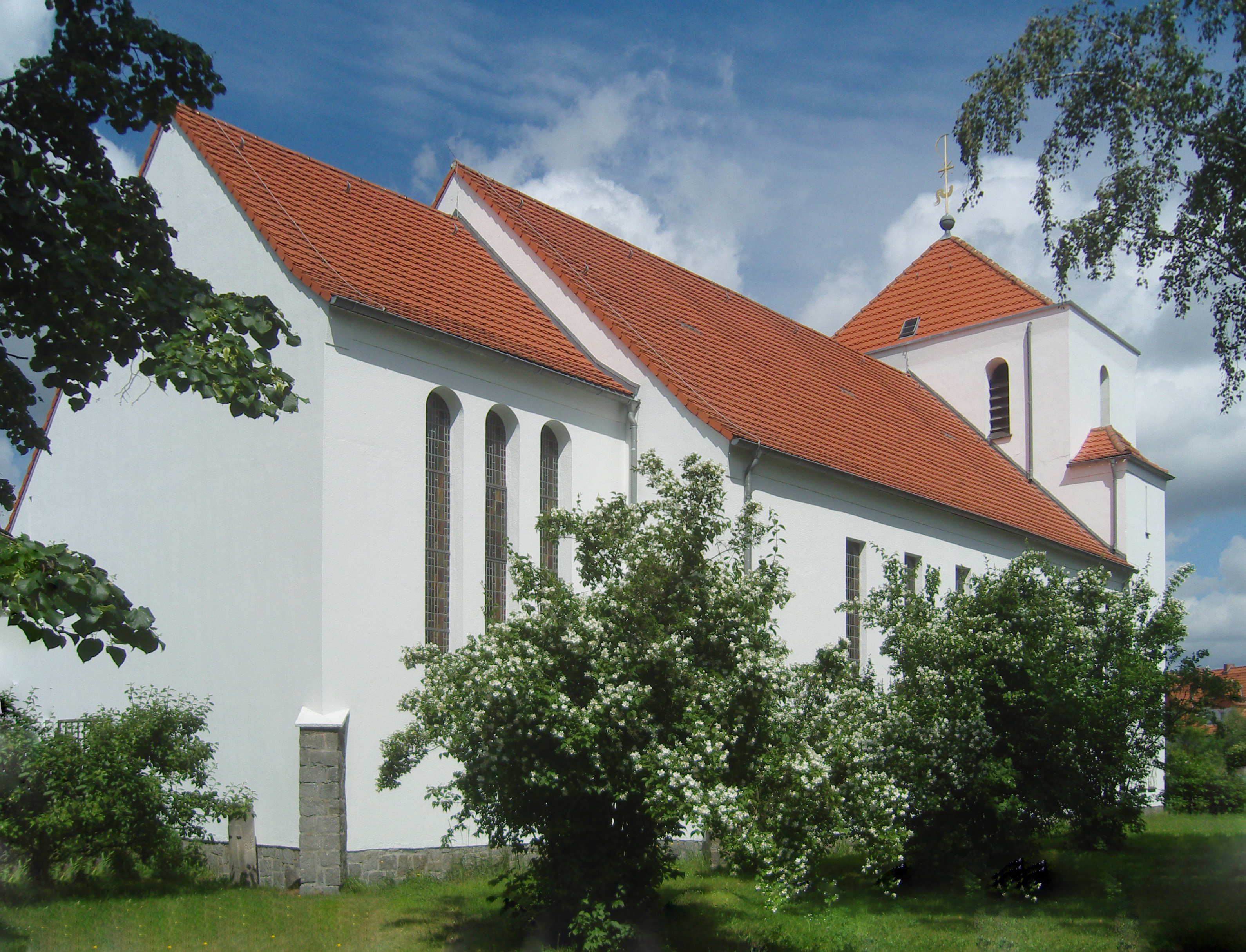
Heilig-Kreuz-Kirche (Schwarzheide)

Die römisch-katholische, denkmalgeschützte Kirche Heilig-Kreuz-Kirche steht in Schwarzheide, einer Stadt im Landkreis Oberspreewald-Lausitz von Brandenburg. Die Kirche gehört zur Pfarrei St. Peter und Paul (Senftenberg) im Dekanat Lübben-Senftenberg des Bistums Görlitz.

## Beschreibung
Die Saalkirche entstand in den Jahren 1953 und 1954 nach einem Entwurf von Johannes Reuter. Sie besteht aus einem Langhaus, einem eingezogenen rechteckigen Chor im Süden, die beide mit Satteldächern bedeckt sind, und einem querrechteckigen Kirchturm im Norden, der mit einem Zeltdach bedeckt ist. Die Sakristei ist an der Westwand des Chors angebaut.
Der Innenraum ist mit einer Kassettendecke überspannt. Die Kirchenausstattung stammt aus der Bauzeit. Die von der Kirchengemeinde erworbene Orgel wurde durch den Mitteldeutschen Orgelbau A. Voigt umgebaut.